# Tikbalang
 (avril 2023).
Si vous disposez d'ouvrages ou d'articles de référence ou si vous connaissez des sites web de qualité traitant du thème abordé ici, merci de compléter l'article en donnant les références utiles à sa vérifiabilité et en les liant à la section « Notes et références ».

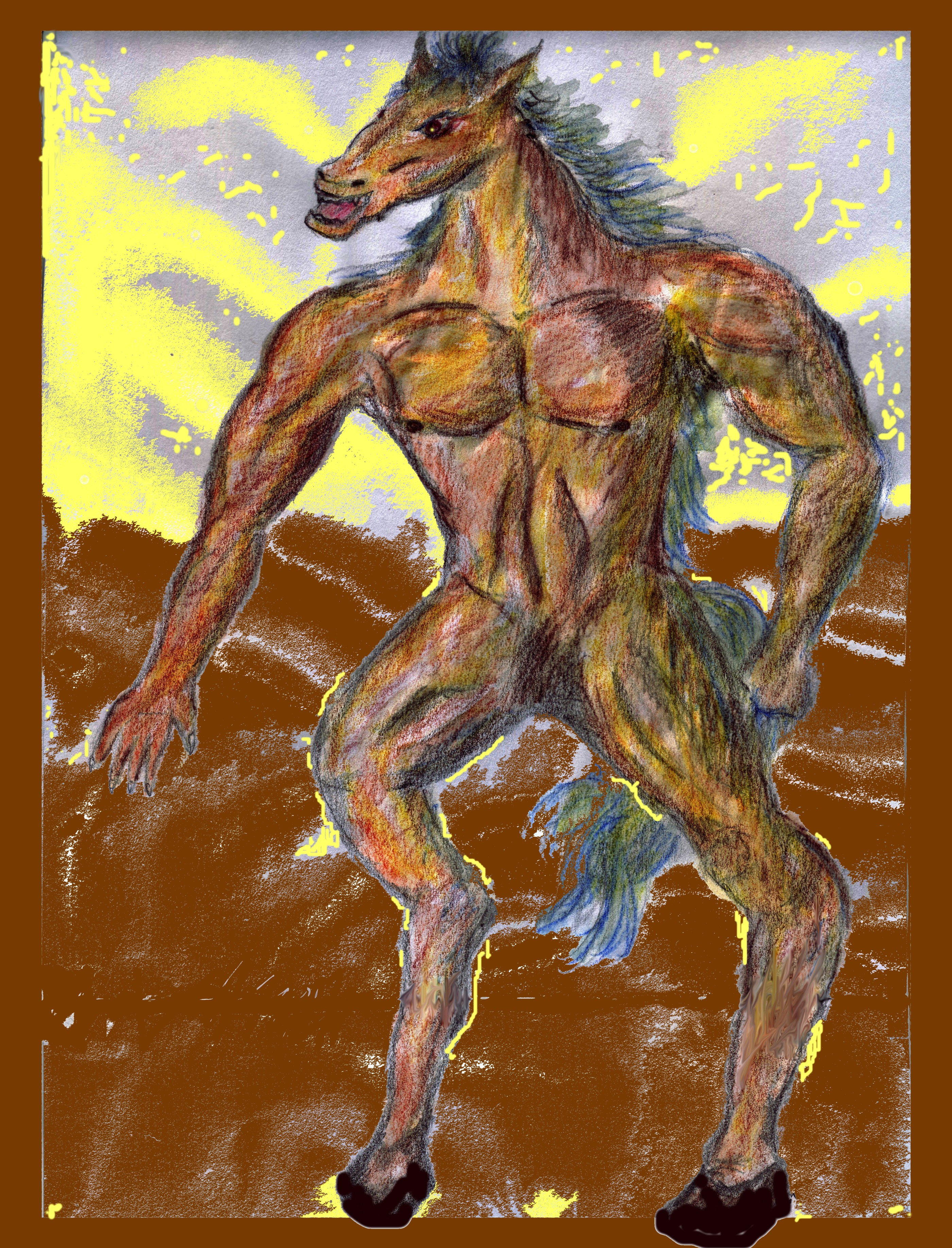
Vue d'artiste du Tikbalang.

Le Tikbalang,Tigbalang, Tigbalan ou Tikbalan, est un démon du folklore philippin, souvent représenté avec la tête d'un cheval et des membres très longs. 
Ce démon, mi-homme mi-cheval, vit dans la forêt où il perd les voyageurs pour les dévorer. Néanmoins, si quelqu'un arrive à lui passer une bride autour du cou, puis à trouver et à lui arracher trois poils d'or sur le corps, alors la créature sera à son service jusqu'à sa mort. 